# Aelia Capitolina

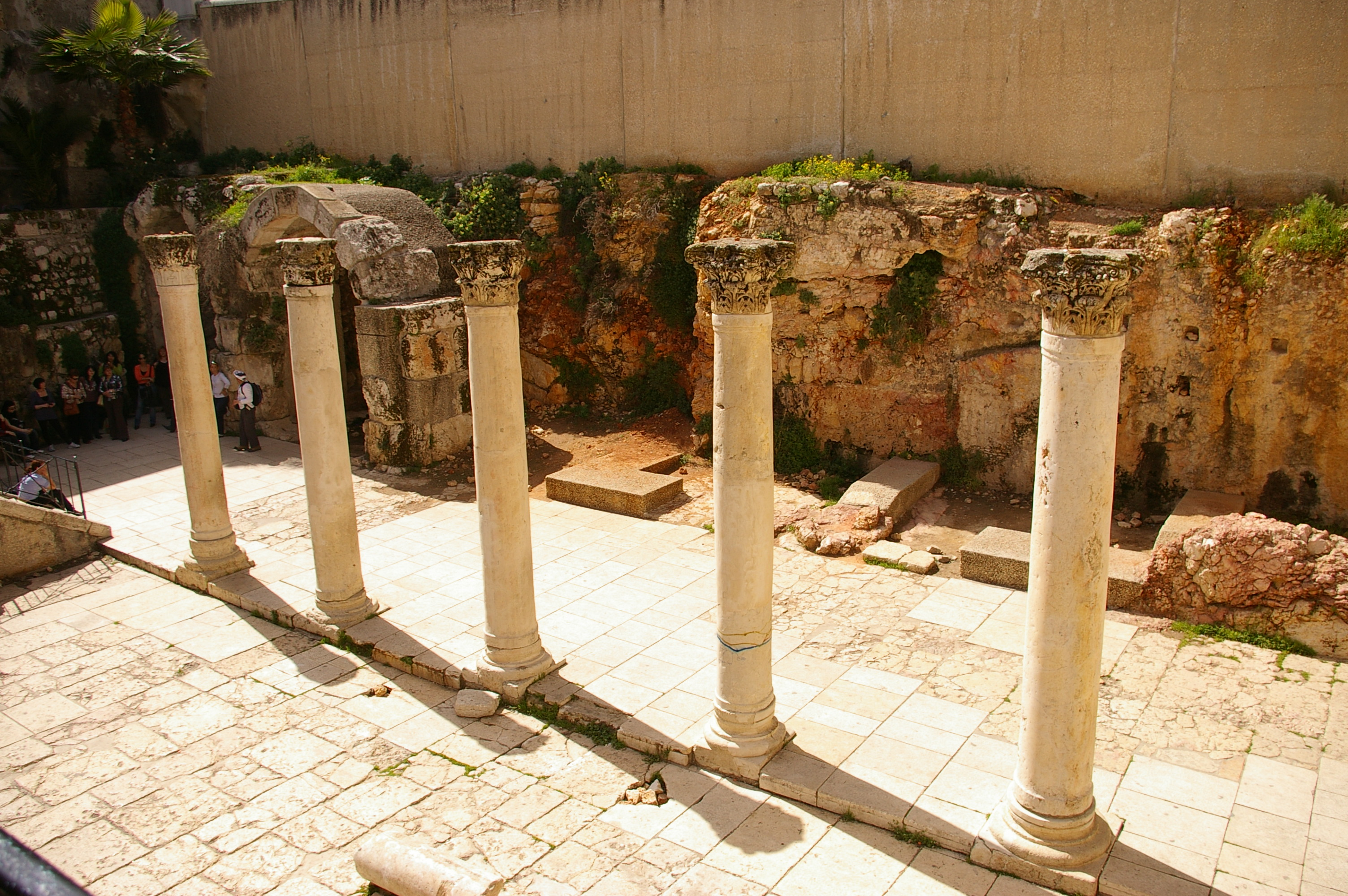
Ruine ale coloniei romane

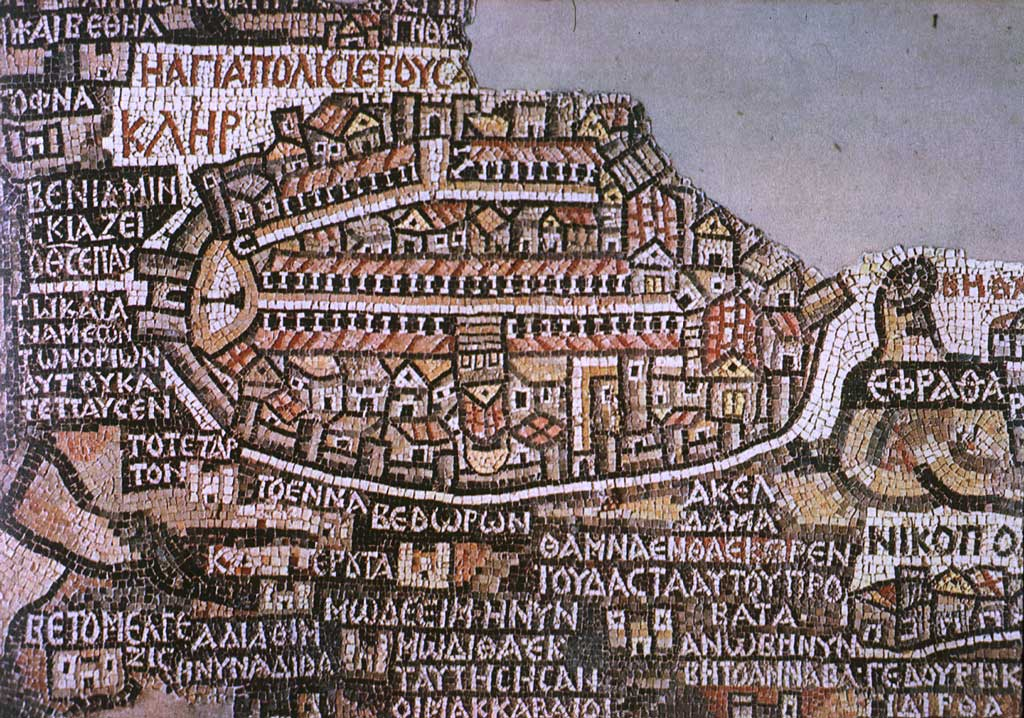
Harta Madaba (mozaic din sec al VI-lea) prezentând Ierusalimul

Aelia Capitolina (denumire latină completă: Colonia Aelia Capitolina) a fost un oraș din provincia Siria Palestina construit de împăratul roman Hadrian începând cu anul 131 și ocupat de coloniști romani, în locul orașului (polis) Ierusalim care era în ruine încă din anul 70 AD, ca urmare a revoltei lui Bar Kohba din 132–136.